# Éric Guérit
Éric Guérit (Niort, 21 luglio 1964) è un dirigente sportivo, allenatore di calcio ed ex calciatore francese, di ruolo centrocampista.